# Кавказский район
Кавказский район — административно-территориальная единица и муниципальное образование (муниципальный район) в составе Краснодарского края России.
Административный центр административного района — станица Кавказская, муниципального района — город Кропоткин.

## География
Район расположен на востоке Краснодарского края. Границы района проходят по естественным межевым урочищам: в северной части район граничит с землями Тихорецкого и Новопокровского районов; в восточной части с землями Ставропольского края; в юго-восточной части граница проходит по руслу реки Кубань, западная часть — с землями Тбилисского района.

## История
2 июня 1924 года был образован Кропоткинский район в составе Армавирского округа Юго-Восточной области. В его состав вошла часть территории упраздненного Кавказского отдела Кубано-Черноморской области. Первоначально район состоял из 26 сельских советов: Армянского, Ванновского, Гулькевичского, Дмитриевского, Кавказского, Казанского, Леоновского, Ловлинского, Лосевского, Майкопского, Марьинского, Найденовского, Николинского, Новобекешевского, Нововладимирского, Новоивановского, Новоукраинского, Северинского, Северокубанского, Соколовского, Сонентальского, Темижбекского, Торопянского, Тифлисского, Украинского.
С 16 ноября 1924 года район в составе Северо-Кавказского края.
27 февраля 1928 года из состава Кропоткинского района был выделен Ванновский район с центром в селе Ванновское.
С 10 января 1934 года район в составе Азово-Черноморского края.
31 декабря 1934 года из состава Кропоткинского района были выделены Гулькевичский район с центром в селе Гулькевичи и Тифлисский район с центром в станице Тифлисская.
С 13 сентября 1937 года Кропоткинский район в составе Краснодарского края.
6 декабря 1943 года город Кропоткин был отнесен к категории городов краевого подчинения. В связи с этим центр Кропоткинского района 25 января 1944 года был перенесен в станицу Кавказская, а район переименован в Кавказский.
22 августа 1953 года к Кавказскому району были присоединены Еремизино-Борисовский и Ильинский сельсоветы упразднённого Ильинского района.
С 1956 года центром района вновь стал город Кропоткин, фактически не входящий в его состав.
11 февраля 1963 года в состав района были включены территории бывших Гулькевичского и Тбилисского районов, а центром района стал город Гулькевичи.
1 февраля 1963 года был образован Кавказский сельский район.
30 декабря 1966 года Тбилисский район был восстановлен в прежних границах.
20 октября 1980 года из состава Кавказского района был вновь выделен Гулькевичский район с центром в городе Гулькевичи, а центром Кавказского района стала станица Кавказская.
В 1993 году была прекращена деятельность сельских Советов, территории сельских администраций преобразованы в сельские округа.
С 1 января 2006 года Законом Краснодарского края от 7 июня 2004 года в рамках организации местного самоуправления был образован муниципальный район, включивший 8 сельских поселений.
Законом Краснодарского края от 8 августа 2008 года, в состав муниципального района в качестве Кропоткинского городского поселения был включён город Кропоткин.

## Население
| 1939     | 1959     | 1970     | 1979     | 1989     | 2002     | 2006     | 2010     | 2011     | 2012     | 2013     | 2014     |
| -------- | -------- | -------- | -------- | -------- | -------- | -------- | -------- | -------- | -------- | -------- | -------- |
| 77 818   | ↘49 460  | ↗130 553 | ↗131 364 | ↘43 625  | ↗45 343  | ↘43 472  | ↗44 445  | ↗125 087 | ↘124 703 | ↘124 406 | ↘123 992 |
| 2015     | 2016     | 2017     | 2018     | 2019     | 2020     | 2021     | 2023     | 2025     |          |          |          |
| ↘123 902 | ↘123 643 | ↘123 096 | ↘122 341 | ↘121 469 | ↘120 776 | ↘118 275 | ↘116 926 | ↘115 168 |          |          |          |

Население района на 01.01.2006 года составило 43472 человека, все — сельские жители. Среди всего населения мужчины составляют — 47,0 %, женщины — 53,0 %. Женского населения фертильного возраста — 11124 человека (48,3 % от общей численности женщин). Дети от 0 до 17 лет — 9254 (21,3 % всего населения), взрослых — 34218 человек (78,0 %). В общей численности населения 25908 (59,6 %) — лица трудоспособного возраста, 22,8 % — пенсионеры.
Национальный состав
По итогам переписи населения 2020 года проживали следующие национальности (национальности менее 0,1 % и другое см. в сноске к строке «Другие»):
| Национальность | Численность, чел. | Доля     |
| -------------- | ----------------- | -------- |
| Русские        | 106 502           | 90,05 %  |
| Армяне         | 5776              | 4,88 %   |
| Цыгане         | 1212              | 1,02 %   |
| Украинцы       | 358               | 0,30 %   |
| Грузины        | 180               | 0,15 %   |
| Азербайджанцы  | 151               | 0,13 %   |
| Татары         | 136               | 0,11 %   |
| Другие         | 3960              | 3,36 %   |
| Итого          | 118 275           | 100,00 % |

## Административно-муниципальное устройство
В рамках административно-территориального устройства края, Кавказский район включает 8 сельских округов, при этом Кропоткин является городом краевого подчинения.
В рамках организации местного самоуправления в Кавказский район входят 9 муниципальных образований нижнего уровня, в том числе 1 городское и 8 сельских поселений:
| № | Муниципальное образование            | Административный центр   | Количество населённых пунктов | Население | Площадь, км² |
| - | ------------------------------------ | ------------------------ | ----------------------------- | --------- | ------------ |
| 1 | Кропоткинское городское поселение    | город Кропоткин          | 1                             | #Н/Д      | 98,70        |
| 2 | Дмитриевское сельское поселение      | станица Дмитриевская     | 1                             | ↘3365     | 181,90       |
| 3 | сельское поселение имени М. Горького | посёлок Имени М.Горького | 5                             | ↘3588     | 142,15       |
| 4 | Кавказское сельское поселение        | станица Кавказская       | 1                             | ↘10 089   | 92,18        |
| 5 | Казанское сельское поселение         | станица Казанская        | 1                             | ↘11 170   | 153,69       |
| 6 | Лосевское сельское поселение         | хутор Лосево             | 5                             | ↘3598     | 189,17       |
| 7 | Мирское сельское поселение           | посёлок Мирской          | 8                             | ↘3465     | 161,76       |
| 8 | Привольное сельское поселение        | хутор Привольный         | 6                             | ↘1605     | 81,97        |
| 9 | Темижбекское сельское поселение      | станица Темижбекская     | 1                             | ↘5153     | 125,93       |

## Населённые пункты
В Кавказском районе 29 населённых пунктов:
| №  | Населённый пункт  | Тип     | Население | Муниципальное образование            |
| -- | ----------------- | ------- | --------- | ------------------------------------ |
| 1  | Кропоткин         | город   | ↘73 854   | Кропоткинское городское поселение    |
| 2  | Внуковский        | хутор   | ↘442      | Привольное сельское поселение        |
| 3  | Возрождение       | посёлок | ↘306      | Мирское сельское поселение           |
| 4  | Восточный         | хутор   | ↗126      | Привольное сельское поселение        |
| 5  | Десятихатка       | посёлок | ↘215      | Лосевское сельское поселение         |
| 6  | Дмитриевская      | станица | ↘3365     | Дмитриевское сельское поселение      |
| 7  | Кавказская        | станица | ↘10 089   | Кавказское сельское поселение        |
| 8  | Казанская         | станица | ↘11 170   | Казанское сельское поселение         |
| 9  | Казачий           | хутор   | ↘230      | Лосевское сельское поселение         |
| 10 | Комсомольский     | посёлок | ↘126      | Мирское сельское поселение           |
| 11 | Красная Звезда    | хутор   | →92       | Привольное сельское поселение        |
| 12 | Красноармейский   | посёлок | ↘108      | Мирское сельское поселение           |
| 13 | Лосево            | хутор   | ↘1908     | Лосевское сельское поселение         |
| 14 | Мирской           | посёлок | ↘2706     | Мирское сельское поселение           |
| 15 | Озёрный           | посёлок | ↗534      | сельское поселение имени М. Горького |
| 16 | Октябрьский       | посёлок | ↘62       | Мирское сельское поселение           |
| 17 | Полтавский        | хутор   | ↗142      | Привольное сельское поселение        |
| 18 | имени М. Горького | посёлок | ↗2297     | сельское поселение имени М. Горького |
| 19 | Прибрежный        | хутор   | ↘45       | Привольное сельское поселение        |
| 20 | Привольный        | хутор   | ↗769      | Привольное сельское поселение        |
| 21 | Пролетарский      | посёлок | ↗719      | сельское поселение имени М. Горького |
| 22 | Пролетарский      | хутор   | ↘75       | сельское поселение имени М. Горького |
| 23 | Расцвет           | посёлок | ↘368      | Мирское сельское поселение           |
| 24 | Рогачев           | хутор   | ↗263      | Лосевское сельское поселение         |
| 25 | Розы Люксембург   | хутор   | ↘185      | Мирское сельское поселение           |
| 26 | Садовый           | посёлок | ↘0        | Мирское сельское поселение           |
| 27 | Степной           | посёлок | ↘1009     | Лосевское сельское поселение         |
| 28 | Темижбекская      | станица | ↘5153     | Темижбекское сельское поселение      |
| 29 | Черномуровский    | хутор   | ↘258      | сельское поселение имени М. Горького |

## Экономика

### Сельское хозяйство
В общей площади района 122 745 га, сельскохозяйственные угодья составляют 92 507 га.
Основное направление в растениеводстве — выращивание зерновых и технических культур. Основные возделываемые культуры:
- зерновые и зернобобовые — занимают площадь 43654 га или 48,6 % от посевной площади,
- кукуруза — занимает 14756 га,
- технические культуры — сахарная свекла выращивается на площади 8421 га или 9,6 %, подсолнечник возделывается на площади 11721 га или 13 %, соя занимает площадь 4680 га или 5,3 %.

Сельскохозяйственным производством в районе занимаются 8 крупных и средних коллективных хозяйств:
- ОАО им. «Мичурина» — площадь сельскохозяйственных угодий составляет 5626 га,
- ЗАО «Рассвет» — 6065 га,
- ООО СП «Восток» — 7119 га,
- ООО СХП «Дмитриевское» — 8818 га,
- АО Фирма «Агрокомплекс» им. Н. И. Ткачёва (бывш. ОАО «Кавказ») — 6790 га,
- ОАО «Степное» — 3024 га,
- ОАО СК «Родина» — 4309 га,
- ЗАО «Виктория» — 3365 га.

Также имеется 235 крестьянских (фермерских) хозяйств и 16897 личных подсобных хозяйств.

### Транспорт
Кавказский район — это транспортный узел, обеспечивающий связи со всеми регионами Краснодарского края. Через железнодорожную станцию «Кавказская» (город Кропоткин) идут грузопотоки, объединяя территории Краснодарского края и юга России.
Кроме того, Кропоткин — крупный автодорожный узел. Здесь проходит автомагистраль федерального значения «Кавказ», а также дороги краевого и регионального значения «Темрюк—Краснодар—Ставрополь».